# IT Геркулеса
IT Геркулеса (лат. IT Herculis) — одиночная переменная звезда или двойная затменная переменная звезда типа W Большой Медведицы (EW)** в созвездии Геркулеса на расстоянии приблизительно 1212 световых лет (около 371 парсек) от Солнца. Видимая звёздная величина звезды — от +13,3m до +12,9m. Орбитальный период — около 0,3394 суток (8,1454 часа).

## Характеристики
Первый компонент — белая пульсирующая переменная звезда типа RR Лиры (RRC) спектрального класса A5III. Радиус — около 1,31 солнечного, светимость — около 1,274 солнечной. Эффективная температура — около 5362 K.